# Tomás de Bhaldraithe
Tomás de Bhaldraithe, né Thomas MacDonagh Waldron le 14 décembre 1916 dans le comté de Limerick et mort le 24 avril 1996 à Dublin, est un universitaire et lexicographe du gaélique irlandais. Il est connu pour son English-Irish Dictionary (« Dictionnaire anglais-irlandais »), publié en 1959.

## Sources
- (en) Cet article est partiellement ou en totalité issu de l’article de Wikipédia en anglais intitulé « Tomás de Bhaldraithe » (voir la liste des auteurs).